# 横手市の行政区域の変遷
横手市の行政区域の変遷（よこてしのぎょうせいくいきのへんせん）では、町村制施行以後の秋田県平鹿郡横手町および横手市の行政区域の変遷を解説する。

横手市の位置

横手市は、横手川流域に発展した横手城の城下町である旧横手町を中心に、周辺町村を編入する過程で市制施行をし、1951年に発足した横手市（初代）を前身とする。その後、2005年の平成の大合併において、周辺町村と合併し、現在の市域となった。

## 市域の変遷

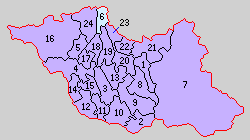
町村制施行時の平鹿郡の村々。1.横手町 2.増田村 3.浅舞村 4.沼館村 5.大森村 7.山内村 8.栄村 9.醍醐村 10.十文字村 11.植田村 12.睦合村 13.吉田村 14.福地村 15.里見村 16.八沢木村 17.館合村 18.阿気村 19.田根森村 20.旭村 21.朝倉村 22.境町村 23.黒川村 24.川西村（紫色の町村が現在の横手市域にあたる）

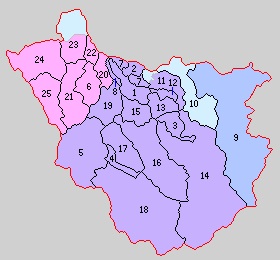
町村制施行時の雄勝郡の村々。10.西成瀬村 23.明治村（水色の村が現在の横手市域にあたる）

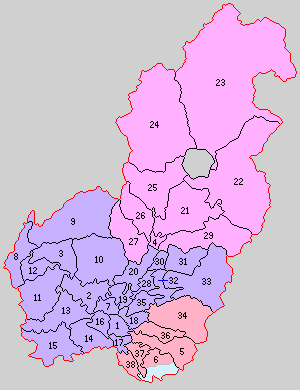
町村制施行時の仙北郡の村々。6.金沢村（水色の部分が現在の横手市域にあたる）

- 1889年（明治22年）4月1日 - 町村制施行に伴い、平鹿郡所属の横手31町[注 1]、横手前郷村の区域をもって平鹿郡横手町が成立[1][2]。
  - 同時に、現在の市域に相当する以下の町村が成立[3]。
    - 平鹿郡：朝倉村・栄村・旭村・境町村・黒川村・浅舞村・吉田村・醍醐村・増田村・十文字村・三重村[注 2]・植田村・睦合村・沼館村・福地村・里見村・大森村・八沢木村・川西村・山内村・阿気村・田根森村・館合村
    - 雄勝郡：明治村・西成瀬村
    - 仙北郡：金沢村
- 1895年（明治28年）
  - 1月9日 - 増田村が町制施行し、増田町（初代）が成立[4]。
  - 浅舞村が町制施行し、浅舞町が成立[4]。
- 1897年（明治30年）8月31日 - 金沢村が町制施行し、金沢町が成立[1]。
- 1901年（明治34年）7月23日
  - 沼館村が町制施行し、沼館町が成立[5]。
  - 大森村が町制施行し、大森町が成立[6]。
- 1922年（大正11年）10月1日 - 十文字村が町制施行し、十文字町が成立[7]。
- 1933年（昭和8年）4月15日 - 朝倉村が横手町に編入[1][8]。
- 1951年（昭和26年）4月1日 - 栄村と旭村が横手町に編入、同時に市制施行して横手市（初代）となる[1]。
- 1954年（昭和29年）
  - 4月15日 - 三重村の一部（下開集落[9]）が浅舞町に編入[10]。
  - 10月1日 - 十文字町と三重村が合併し、十文字町（2代目）が成立[10]。
- 1955年（昭和30年）
  - 4月1日
    - 境町村と黒川村が横手市に編入[1]。
    - 増田町と雄勝郡西成瀬村が合併し、増田町（2代目）が成立[10]。
    - 沼館町、福地村、里見村、雄勝郡明治村の一部（大沢）が合併し、雄物川町が成立[11]。
    - 大森町と八沢木村が合併し、大森町（2代目）が成立[6]。
    - 十文字町と植田村、睦合村が合併し、十文字町（3代目）が成立[10]。
    - 阿気村と田根森村が合併し、大雄村が成立[12]。

  - 10月10日 - 館合村が雄物川町と大雄村（宮田地区）に分割編入[13][10]。
- 1956年（昭和31年）
  - 1月25日 - 大森町と川西村が合併し、大森町（3代目）が成立[6]。
  - 9月20日 - 浅舞町と吉田村が合併し、平鹿町が成立[14]。
  - 9月30日 - 仙北郡金沢町が横手市に編入[1][注 3]。
  - 10月1日 - 十文字町の一部（養蚕・下川原集落[15]）が雄勝郡羽後町に編入[10]。
  - 10月20日 - 十文字町の一部（甚平・御倉前集落[16]）が平鹿町に編入[10] 。
- 1957年（昭和32年）
  - 4月1日
    - 醍醐村が平鹿町に編入[17][10]。
    - 雄勝郡稲庭川連町の一部（羽場集落）が増田町に編入[18][10]。
    - 十文字町の一部（沼田・桑田集落）が雄物川町に編入[11][10]。

  - 6月20日 - 雄物川町の一部（樽見内地区）が平鹿町に編入[11][19][20]。
  - 11月1日 - 大曲市の一部（角間川字野中）が大雄村に編入[10]。
- 1958年（昭和33年）
  - 4月1日 - 由利郡大内村と大森町が境界変更[10]。
  - 4月22日 - 横手市の一部（旧金沢町北部[21]）が仙北郡仙南村に分離[10]。
- 1959年（昭和34年）
  - 4月10日 - 平鹿町の一部が大雄村に編入[10]。
  - 11月1日 - 山内村の一部（大沢地区）が横手市に編入[1][10]。
- 1971年（昭和46年）4月1日 - 大曲市と大雄村が境界変更[22]。
- 1972年（昭和47年）
  - 5月1日 - 横手市と平鹿町が境界変更[23]。
  - 8月1日 - 雄物川町と十文字町が境界変更[24]。
- 1973年（昭和48年）11月1日
  - 平鹿町と十文字町が境界変更[25]。
  - 横手市と平鹿町が境界変更[23]。
- 1974年（昭和49年）6月1日
  - 大森町と仙北郡南外村が境界変更[26]。
  - 十文字町と平鹿町、雄物川町が境界変更[27]。
- 1975年（昭和50年）
  - 3月1日
    - 平鹿町と増田町が境界変更[25]。
    - 大曲市と大森町が境界変更[26]。

  - 4月10日 - 平鹿町と十文字町が境界変更[25]。
  - 9月1日 - 平鹿町と大雄村が境界変更[25]。
- 1977年（昭和52年）2月1日 - 雄物川町と大森町が境界変更[24]。
- 1978年（昭和53年）5月1日 - 増田町と平鹿町が境界変更[28]。
- 1979年（昭和54年）9月1日
  - 十文字町と雄物川町が境界変更[27]。
  - 平鹿町と大雄村が境界変更[25]。
- 1980年（昭和55年）
  - 3月1日 - 横手市と平鹿町が境界変更[23]。
  - 6月1日 - 十文字町と雄勝郡羽後町が境界変更[27]。
- 1982年（昭和57年）
  - 3月1日 - 雄勝郡稲川町と増田町が境界変更[28]。
  - 6月1日 - 増田町と雄勝郡東成瀬村が境界変更[28]。
- 1983年（昭和58年）
  - 5月1日
    - 横手市と仙北郡仙南村が境界変更[23]。
    - 増田町と平鹿町が境界変更[28] 。

  - 12月1日 - 雄物川町と十文字町が境界変更[24]。
- 1985年（昭和60年）9月1日 - 横手市と仙北郡仙南村が境界変更[23]。
- 1990年（平成2年）
  - 10月1日 - 十文字町と平鹿町が境界変更[27]。
  - 11月5日 - 十文字町と平鹿町が境界変更[27]。
- 1992年（平成4年）12月1日 - 増田町と十文字町が境界変更[28]。
- 1995年（平成7年）12月1日 - 雄物川町と大雄村が境界変更[24]。
- 1997年（平成9年）9月17日
  - 増田町と十文字町が境界変更[28]。
  - 平鹿町と十文字町が境界変更[25] 。
- 2001年（平成13年）2月22日 - 平鹿町と十文字町が境界変更[25]。
- 2002年（平成14年）2月19日 - 平鹿町と十文字町が境界変更[25]。
- 2003年（平成15年）6月20日 - 横手市と仙北郡仙南村が境界変更[23]。
- 2004年（平成16年）
  - 3月29日 - 雄物川町と大雄村が境界変更[24]。
  - 3月31日
    - 横手市と仙北郡仙南村が境界変更[23]。
    - 雄物川町と十文字町が境界変更[24]。

  - 8月23日 - 平鹿町と雄物川町が境界変更[25]。
- 2005年（平成17年）10月1日 - 横手市、平鹿郡増田町、同郡平鹿町、同郡雄物川町、同郡大森町、同郡十文字町、同郡山内村、同郡大雄村が合併し、横手市（2代目）が成立[29]。
- 2006年（平成18年）9月1日 - 横手市と大仙市が境界変更[23]。

### 変遷表
横手市の市域の変遷を簡略化して以下に記す。ここでは市町村合併による市域拡大のみを記述しており、境界変更による市域の変更は省略する。
| 1889年 4月1日 町村制施行 | 1889年 4月1日 町村制施行 | 1889年 - 1939年             | 1940年 - 1954年                            | 1955年 - 1960年                                             | 1961年 - 1989年 | 1990年 - 現在                 | 現在   |
| ------------------------ | ------------------------ | --------------------------- | ------------------------------------------ | ----------------------------------------------------------- | --------------- | ----------------------------- | ------ |
| 平鹿郡横手町             | 平鹿郡横手町             | 横手町                      | 1951年4月15日 市制 横手市                  | 横手市                                                      | 横手市          | 2005年10月1日 新設合併 横手市 | 横手市 |
| 平鹿郡朝倉村             | 平鹿郡朝倉村             | 1933年4月15日 横手町に編入  | 1951年4月15日 市制 横手市                  | 横手市                                                      | 横手市          | 2005年10月1日 新設合併 横手市 | 横手市 |
| 平鹿郡栄村               | 平鹿郡栄村               | 栄村                        | 1951年4月15日 横手町に編入 即日市制 横手市 | 横手市                                                      | 横手市          | 2005年10月1日 新設合併 横手市 | 横手市 |
| 平鹿郡旭村               | 平鹿郡旭村               | 旭村                        | 1951年4月15日 横手町に編入 即日市制 横手市 | 横手市                                                      | 横手市          | 2005年10月1日 新設合併 横手市 | 横手市 |
| 平鹿郡境町村             | 平鹿郡境町村             | 境町村                      | 境町村                                     | 1955年4月1日 横手市に編入                                   | 横手市          | 2005年10月1日 新設合併 横手市 | 横手市 |
| 平鹿郡黒川村             | 平鹿郡黒川村             | 黒川村                      | 黒川村                                     | 1955年4月1日 横手市に編入                                   | 横手市          | 2005年10月1日 新設合併 横手市 | 横手市 |
| 仙北郡金沢村             | （北部）                 | 1897年8月31日 町制 金沢町   | 金沢町                                     | 1956年9月30日 横手市に編入 1958年4月22日 仙北郡仙南村に分市 | 横手市          | 2005年10月1日 新設合併 横手市 | 横手市 |
| 仙北郡金沢村             | （南部）                 | 1897年8月31日 町制 金沢町   | 金沢町                                     | 1956年9月30日 横手市に編入                                  | 横手市          | 2005年10月1日 新設合併 横手市 | 横手市 |
| 平鹿郡山内村             | 旧大沢村の 大部分        | 山内村                      | 山内村                                     | 1959年11月1日 横手市に編入                                  | 横手市          | 2005年10月1日 新設合併 横手市 | 横手市 |
| 平鹿郡山内村             | （その他）               | 山内村                      | 山内村                                     | 山内村                                                      | 山内村          | 2005年10月1日 新設合併 横手市 | 横手市 |
| 平鹿郡増田村             | 平鹿郡増田村             | 1895年1月9日 町制 増田町    | 増田町                                     | 1955年4月1日 新設合併 増田町                                | 増田町          | 2005年10月1日 新設合併 横手市 | 横手市 |
| 雄勝郡西成瀬村           | 雄勝郡西成瀬村           | 西成瀬村                    | 西成瀬村                                   | 1955年4月1日 新設合併 増田町                                | 増田町          | 2005年10月1日 新設合併 横手市 | 横手市 |
| 平鹿郡沼館村             | 平鹿郡沼館村             | 1901年7月23日 町制 沼館町   | 沼館町                                     | 1955年4月1日 新設合併 雄物川町                              | 雄物川町        | 2005年10月1日 新設合併 横手市 | 横手市 |
| 平鹿郡福地村             | 平鹿郡福地村             | 福地村                      | 福地村                                     | 1955年4月1日 新設合併 雄物川町                              | 雄物川町        | 2005年10月1日 新設合併 横手市 | 横手市 |
| 平鹿郡里見村             | 平鹿郡里見村             | 里見村                      | 里見村                                     | 1955年4月1日 新設合併 雄物川町                              | 雄物川町        | 2005年10月1日 新設合併 横手市 | 横手市 |
| 雄勝郡明治村             | 雄勝郡明治村             | 明治村                      | 明治村                                     | 1955年4月1日 新設合併 雄物川町                              | 雄物川町        | 2005年10月1日 新設合併 横手市 | 横手市 |
| 平鹿郡館合村             | （一部）                 | 館合村                      | 館合村                                     | 1955年10月10日 雄物川町に編入                               | 雄物川町        | 2005年10月1日 新設合併 横手市 | 横手市 |
| 平鹿郡館合村             | （一部）                 | 館合村                      | 館合村                                     | 1955年10月10日 大雄村に編入                                 | 大雄村          | 2005年10月1日 新設合併 横手市 | 横手市 |
| 阿気村                   | 阿気村                   | 阿気村                      | 阿気村                                     | 1955年4月1日 新設合併 大雄村                                | 大雄村          | 2005年10月1日 新設合併 横手市 | 横手市 |
| 田根森村                 | 田根森村                 | 田根森村                    | 田根森村                                   | 1955年4月1日 新設合併 大雄村                                | 大雄村          | 2005年10月1日 新設合併 横手市 | 横手市 |
| 浅舞村                   | 浅舞村                   | 1895年 町制 浅舞町          | 浅舞町                                     | 1956年9月20日 新設合併 平鹿町                               | 平鹿町          | 2005年10月1日 新設合併 横手市 | 横手市 |
| 吉田村                   | 吉田村                   | 吉田村                      | 吉田村                                     | 1956年9月20日 新設合併 平鹿町                               | 平鹿町          | 2005年10月1日 新設合併 横手市 | 横手市 |
| 醍醐村                   | 醍醐村                   | 醍醐村                      | 醍醐村                                     | 1957年4月1日 平鹿町に編入                                   | 平鹿町          | 2005年10月1日 新設合併 横手市 | 横手市 |
| 十文字村                 | 十文字村                 | 1922年10月1日 町制 十文字町 | 1954年10月1日 新設合併 十文字町            | 十文字町                                                    | 十文字町        | 2005年10月1日 新設合併 横手市 | 横手市 |
| 三重村                   | 三重村                   | 三重村                      | 1954年10月1日 新設合併 十文字町            | 十文字町                                                    | 十文字町        | 2005年10月1日 新設合併 横手市 | 横手市 |
| 植田村                   | 植田村                   | 植田村                      | 植田村                                     | 1955年4月1日 新設合併 十文字町                              | 十文字町        | 2005年10月1日 新設合併 横手市 | 横手市 |
| 睦合村                   | 睦合村                   | 睦合村                      | 睦合村                                     | 1955年4月1日 新設合併 十文字町                              | 十文字町        | 2005年10月1日 新設合併 横手市 | 横手市 |
| 大森村                   | 大森村                   | 1901年7月23日 町制 大森町   | 大森町                                     | 1955年4月1日 新設合併 大森町                                | 大森町          | 2005年10月1日 新設合併 横手市 | 横手市 |
| 八沢木村                 | 八沢木村                 | 八沢木村                    | 八沢木村                                   | 1955年4月1日 新設合併 大森町                                | 大森町          | 2005年10月1日 新設合併 横手市 | 横手市 |
| 川西村                   | 川西村                   | 川西村                      | 川西村                                     | 1956年1月25日 新設合併 大森町                               | 大森町          | 2005年10月1日 新設合併 横手市 | 横手市 |

## 町制施行から戦前まで

### 横手町の市制施行に向けた模索と町村合併
1925年（大正14年）、5月5日、横手町議会において、議員23名から「横手町の向上発展を期し、ひいてこれが市制実施を企図するため別紙の通り意見書提出候也」といった建議をもって市制施行に関する意見書が提出され、これが満場一致で可決された。この決議に基づき、同年10月28日に調査会規程を公布、市制施行に向けた調査・研究に乗り出した。また、これに呼応するように隣接する朝倉村において、横手町との合併を1926年（大正15年）6月22日に議決、1933年（昭和8年）4月15日に横手町に編入した。
朝倉村の編入においては、同村の財政難が背景にある。朝倉村は横手町の北東部で隣接しており、横手町と比べて人口は5分の1の3,500人、面積は5倍の広さを有していたが、その半分が山林と原野であった。全戸数4,222戸の内訳は、農業278戸、商業13戸、日雇い67戸、官公吏14戸、その他50戸であり、農業戸数の40戸が自作農、他は小作農であり、これらと日雇いを合わせると、全戸数の72パーセントに達していた。そのため、昭和農業恐慌は朝倉村の財政に大打撃をもたらし、村単独で村経済を維持していくことは難しい状況に陥ったというのが、横手町への編入の経緯となる。加えて、村内では朝倉尋常高等小学校の改築問題なども相まり、合併への機運が高まっていた。合併に際して、朝倉村が教育費・公債費・土木費などの負債3万4,000円を抱えており、横手町の一部議員からは合併反対の意見も出ていた。横手町にも不況の影響は及んでおり、1933年度当初予算審議において、職員賞与の削除、給料や補助金の減額などといった歳出削減をおこなっている真っ最中であった。しかし、「町将来のために消極退嬰に陥ることは避けなければならない。」として、3月24日の横手町議会において合併を可決、4月15日に合併が実現した。
その後、1937年に「都市計画法」の区域指定を受け、1939年には上水道敷設計画を策定し、国に許可申請を提出するなど、市制施行に向けた体制づくりに努めた。しかし、世は次第に戦時体制となり、計画は一時頓挫することになった。

### 横手町以外の動向
1892年（明治25年）、『秋田県町村合併誌（1960年）』や、『十文字町郷土史（1977年）』、『角川日本地名大辞典（1979年）』においては三重村が十文字村より分離したとの記載があるが、後に刊行された『十文字町史（1996年）』では、『秋田県史 資料・明治編 上（531項）』にある明治21年の合併調査資料においてすでに「三重村」との表記があることなどを根拠に、1892年に分村して成立したというのは誤りであると指摘している。
1895年（明治28年）1月9日に増田村が町制施行し、平鹿郡増田町（初代）が成立した。また、同年に浅舞村が町制施行し、浅舞町が成立した。
1897年（明治30年）8月31日に金沢村が町制施行し、金沢町が成立した。
1901年（明治34年）7月23日に沼館村が町制施行し、沼館町が成立した。また、同日に大森村が町制施行し、大森町（初代）が成立した。
1922年（大正11年）10月1日に十文字村が町制施行し、十文字町（初代）が成立した。

## 昭和期の合併
戦後、シャウプ勧告の地方分権の原則に則って、地方自治体の行政の分野が増大した。そのため、地方自治体の確固とした財源の裏付けが求められるようになり、旧来の財政的に貧弱な小規模自治体の維持が困難となった。これを受けて、日本国政府は1951年（昭和26年）1月、各都道府県知事に対して「町村の適正規模について」という通知を出したほか、1953年（昭和28年）9月には「町村合併促進法」が成立、同年10月から施行された他、1956年（昭和31年）には「新市町村建設促進法」が施行されるなど、町村合併を推進する方針を打ち立てられた。

### 横手町の市制施行
先述の通り、一時は市制施行を目指していた横手町であったが、やがて戦時体制になりその計画は一時頓挫した。しかし、戦後には全国的に市町村合併の機運が高まり、再び動きが見られるようになった。1950年（昭和25年）の国勢調査において、横手町の人口は2万6,000人であり、市制施行の人口要件（3万人以上）を目前に控えていた。当時、秋田県内で市制を施行していたのは秋田市と能代市のみであり、横手町は第三の市制施行を目指していた。
1950年に横手町は市制施行促進委員会を組織し、近隣の栄村と山内村に合併への参加を呼びかけた。山内村は自立を決議し応じなかったが、栄村は合併に応じ、同年8月1日に市制対策研究会を設置し協議を開始した。しかし、当時は食糧難であったことから、米を生産する農村は経済的に豊かであり、栄村の村政も順調に推移していた。そのため、突然の合併話は青天の霹靂で、村民の理解はなかなか得られなかった。しかし、旭村では村議会議員の全員協議会において満場一致で合併に賛成となり、村内各団体の団体や部落の委員からも賛成の声が上がった。これにより、横手町と旭村との合併協議は順調に推移し、旭小学校において合併懇談会を開催、1月28日に合併決議を行った。この横手町と旭村の合併は栄村にとって衝撃的であり、即刻村内の意見をまとめ決議をしなければならなくなり、2月10日に栄村議会は合併を可決した。
1951年（昭和26年）2月10日、横手町・栄村・旭村が合併に関する議案を満場一致で可決し、県に合併申請書を提出。同年4月1日にこれが成立し、同時に市制施行をし横手市が誕生した。当時の人口は3万5,423人（官報公告）であり、県内では同じ日に大館市（人口3万56人、当時日本で最小の市）が誕生している。市制施行に際し、記念事業として市民歌の歌詞が公募され、最終的に232件の応募があった。その中から佐々昌二の作詞が入選し、作曲は万城目正が担当した。こうして、市制施行と同日に横手市民歌（初代）が制定された。

### 境町村・黒川村との合併
1953年（昭和28年）10月に施行された町村合併促進法により、市制施行後も近隣町村との合併が進められることとなった。県では、秋田県町村合併促進審議会を組織し、県内の市町村合併計画を検討、1954年（昭和29年）5月6日に「秋田県町村合併計画案」を公表した。これによると、横手市は境町村・山内村を合併、黒川村は田根森村・阿気村とともに角間川町へ合併すると示されていた。しかし、合併は住民の自主性を尊重を建前としているため、県の計画案通りには合併されなかった。境町村は横手市の北西部で隣接する純農村で、人口約2,900人、戸数約420戸あまりであり、町村合併促進法において市町村の適正規模が8,000人以上とされていたため、いずれかの自治体との合併を迫られた。そのため、村では町村合併研究会を組織し、検討を進めることとなった一方、先述の通り、県の合併促進審議会からは横手市および山内村との合併案が提示されていた。これを受けて、横手市や周辺町村は境町村に合併協議を申し入れ、1954年1月に村はいくつかの合併案を提示した。村内の意見は割れたが、次第に横手市との合併への機運が高まったため、1955年（昭和30年）4月1日の村議会において、横手市と合併することを満場一致で可決した。
一方、黒川村は境町村の北西部で隣接する純農村で、人口2,612人と小規模であったため、合併は避けられず、周辺の市町村からさまざまな合併構想が持ちかけられた。1953年5月には、平鹿郡の西部8か村（八沢木村・大森町・川西村・角間川町・阿気村・田根森村・境町村・黒川村）による町村合併促進協議会が組織され、計2回の協議会を開催したが、規模が大きい上に中心となる町村がなく、経済・文化的な繋がりも乏しいことから、やがて計画は立ち消えた。その後、黒川村では、町村合併促進法の趣旨およびそれに対する村の対応についての説明会を各集落で実施し、今後の方向性について村民の意見を聴取した。また、黒川村町村合併促進協議会を組織し、村内における合併への機運も次第に高まっていった。特に、同じく合併が迫られている境町村とは、いずれの自治体と合併する場合であっても、歩調を合わせることを互いに確認し合った。合併先については、田根森村や角間川町から合併協議の申し入れがあったものの、いずれも将来性が見込めないと判断され、協議は立ち消えとなった。その結果、交流の多い横手市との合併へと傾いていくこととなり、村は横手市との協議を進めた。そして、1955年（昭和30年）3月9日の黒川村臨時議会において合併を決議し、境町村とともに同年4月1日に横手市と合併することに決定した。

### 金沢町との合併と北部地区の分市
秋田県町村合併促進審議会の計画案によると、金沢町は仙北郡畑屋村・同郡六郷町・同郡飯詰村・同郡金沢西根村との合併案が示されていた。しかし、先行して畑屋村が仙北郡千屋村と合併して同郡千畑村となったため、この合併案は実現できなくなった。金沢町としては、自町を盟主とし、金沢町・境町村・黒川村・飯詰村・金沢西根村の合併を構想していたが、この内の境町村および黒川村が横手市への編入を決めたため、こちらも実現することはなく、周辺自治体の合併に翻弄される立場となった。このとき、金沢町長が交代し、高橋喜一郎に代わって福田長一郎が就任したことにより、合併運動は仕切り直しとなった。新町長が提案したのは、当初の境町村・黒川村・飯詰村・金沢西根村との合併案から、横手市へ編入した境町村および黒川村を除いた西部2村（飯詰村・金沢西根村）との合併案であった。しかしこれに対し、金沢町の南部を中心に横手市との合併を推進する住民グループが存在し、西部2村との合併案と横手市との合併案の対立は次第に激化していくこととなった。こうした動きに対して、町は金沢中学校体育館を会場に町民大会を開催。町長は西部2村との合併案を示したが、横手市との合併を推進する派閥による怒号や罵声が飛び交う混乱となり、喧騒のうちに閉幕した。その後、期限が迫っていたことから、町議会が同じ体育館で開催されたが、会議に入る直前、議長が辞職願を提出して降壇した。これは、議員が西部派と横手派に同数で分かれており、議長を出した派閥が不利になるためであった。議会は9月24日に再開され、水面下での交渉を経て新たな議長が決定された。これまで町は西部地区との合併を推進していたが、奇妙にも横手市への合併へを満場一致で可決した。そして、1956年（昭和31年）9月30日をもって、町は横手市に編入されることとなり、あっけない幕切れを迎えた。なお、西部2村の飯詰村・金沢西根村も同日をもって合併し、仙南村となった。
しかしそれは、西部2村派による分市運動を有利に展開するための戦略であり、編入翌日から旧金沢町の北部地区の住民を中心に分市運動が始まり、やがて金沢地区分市期成同盟会が結成された。同会は、県や横手市に対して分市を求める陳情を繰り返すとともに、住民投票に備えて種々の申し合わせを行うなど、住民どうしの団結を強めていった。これに対して、県は町村合併調査委員を任命し、調査委員会において両者の意見を聴取、横手市長と仙南村長との話し合いも行われ、何度か調停案を示したが、これは双方が受け入れられるものではなかった。そのため、委員会は調停打ち切りを宣言し、1958年1月に秋田県知事も打ち切りやむなしと結論付け、住民投票で決めることとなった。投票に至るまでは、自らの派閥に多くの住民を取り入れようと活動を展開し、両派の立会演説会では相手の中傷や怒号が飛び交う騒ぎとなり、県は村八分や暴力の噂もあることから、1957年6月に「特異な事件の有無を調査し至急提出せよ」との通達を出した。住民投票は1958年4月5日に実施され、分市賛成1,170票、分市反対530票という結果となり、3分の2以上の賛成票を獲得したため、分市が成立することになった。ただ、分市騒動はこれで終結せず、学校の通学区域を巡って大混乱がおきた。（詳細は金沢孔城館#旧・横手市立金沢小学校を参照。）

### 山内村大沢地区の編入
秋田県町村合併促進審議会の計画案によると、山内村は横手市へ合併する案が示されていたが、村では1956年10月19日に自立を決議し、横手市に対しても合併しない意向を示していた。しかし、村の西部に位置する大沢地区では、村で合併しないのであれば大沢地区だけでも横手市に分村合併させたいと横手市と山内村へ陳情があった。しかし、山内村議会はこれを却下。秋田県知事が主催した山内村長と村議会議員、分村合併推進委員会代表が一同に介した全員協議会においても結論は出なかったが、ここで山内村長が秋田県知事に問題を一任すると発言。しかし、村議会はこれに反対の意向を示し、村内は混沌とした。1959年3月27日には「新市町村建設促進法」に基づく県の町村合併調整委員会が組織され、住民投票によって分村を決定する調停案を出したが、山内村の反対で否決。委員会はさらなる調整案を提出し、これが双方の議会が認め、山内村の大沢地区（長瀞を除く）分村が実現した。

### 横手市以外の動向
横手市外においては、増田町・十文字町・浅舞町・沼館町・大森町といった町部から周囲の村部に対して合併協議を申し入れる形で合併が進められた。そのため、町と町の狭間に位置する村は、双方からの呼びかけに板挟みとなり、分村問題に発展するなど方針は容易に決まらなかった。
秋田県町村合併促進審議会の計画案によると、横手市外においては、八沢木村・大森町・川西村の1町2村、館合村・里見村・福地村・沼館町の1町3村をそれぞれ合併する案が示された。また、醍醐村・増田村・十文字町・三重村・吉田村・浅舞町・植田村・睦合村・西成瀬村・雄勝郡東成瀬村の3町7村は大同合併を行う案であった。これは、人口5万8,300人、面積375平方キロメートルにおよぶ広大な構想であり、関係町村からは「責任のないやりなげな計画」との批判もあった。これに対し県審議会は、平坦な水田地帯で各町村が地続きであり、自然的境界線が存在せず、どの方向に合併しても不自然ではないこと、交通網が発達していて連絡が良好であること、水利や経済的依存の度合いが既存の行政区画と一致していないこと、大きな町と小さな村が交互に配置されており、中間の小さな町村が双方からの取り合いになることなどを理由に挙げた。また、平鹿郡南東部地区における類似の合併構想として、1954年2月7日に初会合が開かれた「雄平東南部町村合併研究協議」があり、増田町・十文字町を中心に、三重村・植田村・睦合村・醍醐村・雄勝郡駒形村・同郡川連町・西成瀬村・同郡岩崎町の代表が参加し、「雄平東南部町村合併思案」が作成された。しかし、各町村の意見が一致しなかったことから、同年5月の段階で見送りとなっている。

#### 平鹿町の成立と醍醐村の編入
県審議会の計画案では、吉田村や浅舞町は郡南東部の大同合併に含まれていたが、吉田村内では浅舞町と合併するか、横手市と合併するかをめぐって議論が起きていた。村内は浅舞派と横手派に分裂し、署名運動なども展開された。村議会では浅舞町との合併を決議したものの、住民の意思を十分に尊重しないままの決定であったため、その決議は空文となり、方向性の決定は1956年4月の町村議会選挙まで先送りされることとなった。一方、浅舞町は吉田村・醍醐村との合併を目指していたが、他町村と比べて遅れが目立っていた。このような中、改選された寺田伝一郎町長は「合併に全生命を打ち込む」と宣言し、横手市からの強い働きかけにより分村の危機にあった吉田村を説得。最終的に浅舞町と吉田村の合併が実現し、1956年9月20日に平鹿町が発足した。
醍醐村も浅舞町や吉田村と同様、県審議会の計画案では郡南東部の大同合併に含まれていたが、村では醍醐村・増田町・十文字町・三重村の2町2村での合併案を打ち出した。しかし、中核となる増田町と十文字町はこの案に賛同せず、それぞれ別の町村と合併する方針をとったため、協議は不調に終わった。その後、村内では浅舞町あるいは横手市との合併案が浮上し、この頃、横手市が醍醐村に対して合併協議を申し入れた。一方、浅舞町からも、浅舞町・吉田村の合併に加わらないかとの申し入れがあったが、村議会の採決の結果、醍醐村は横手市との合併を選択し、横手市の申し入れを正式に了承した。合併決議を行う村議会では、合併に反対する住民が乱入し議会は混乱。役場を合併反対派の住民が取り囲み、村長は役場から出ることができず、議会へ出席することができなかったが、議会では村長不在のまま、最終的に横手市との合併を決議した。しかし、異常事態における決議であり、住民の意思が充分反映されていないとして県はこれを認めず、合併は一旦保留となった。そのため、横手市への合併に反対を申し入れた一部集落において、県による仮投票が実施された。ところが、その結果からは、横手市との合併を進めた場合、飛地合併となることが判明したため、分村を避けるべく、改めて全村民を対象とした仮投票が行われた。その結果、平鹿町への合併が59票差で決定した。しかし、これに対しても反対運動が起き、事態を収拾するため、県は醍醐村長、平鹿町長、横手市長のほか3市町村の正副議長を集め、「平鹿町と醍醐村は一旦合併し、1958年（昭和33年）10月1日を期して横手市と合併する。」といった内容の協定を結んだ。これにより、1957年4月1日をもって醍醐村は平鹿町に編入した。その後、平鹿町と横手市の合併については、協議が続けられたものの実現することはなく、「なるべく近い将来において合併を実現する」旨の誓約書を交わし、この問題に終止符を打った。

#### 増田町・十文字町の成立と両町合併案
増田町では、1954年2月5日に増田町町村合併研究協議会が組織され、近隣町村と連携しながら合併事業を進めていく方針が示された。先述の通り、県審議会の計画案では、増田町は郡南東部の大同合併に含まれていたが、町としては東成瀬村・西成瀬村・駒形村との合併を望んでおり、合併協議を申し入れた。しかし、この内の東成瀬村は合併に難色を示したため、他3町村での合併を目指し、同年12月22日に増田町外二か村合併促進調査委員会が組織された。翌年1月27日の委員会では「増田・駒形・西成瀬町村合併協定事項（案）」を策定し、各町村議会の本会議に上程することで合意した。また、この合併は第一次段階と位置づけられ、将来的には十文字町・醍醐村・東成瀬村との合併を進めていく方針であった。しかし、2月21日に行われた増田町・西成瀬村議会のそれぞれの本会議において、廃町村決議をしたのに対し、駒形村議会においてはこれを否決した。これは、駒形村内において主に南部の増田町から遠く離れた地区において反対意見が上がったからだとされる。このようにして、3町村合併の案は実現せず、1955年4月1日に増田町と西成瀬村が新設合併をし増田町（2代目）が発足した。駒形村内において、増田町との合併を推進した戸波地区の羽場集落については、住民による陳情提出などを経て、1967年4月1日に増田町へと編入（境界変更）された。
十文字町では、1953年3月より隣接する三重村との合併について協議が始まり、4月には協議会規約が制定され、具体的な方針の協議が開始された。これは、町村合併促進法の施行後すぐのことであり、両町村の関係の密接さを示すものであった。実際に、両町村は共同で事務組合を組織し、組合立中学校を設置していたほか、三重小学校の校舎が全焼した際には、十文字小学校を仮校舎として提供するなど、予てより深い関わりがあった。このため、両町村の合併は自然な成り行きと見られており、他町村の合併の機運を盛り上げるものとはならなかった。協議は順調に推移し、 1954年10月1日に十文字町と三重村が新設合併をし、十文字町（2代目）が発足した。
植田村では、町村合併促進法の施行直後に住民向けの調査を実施し、合併先を浅舞町と十文字町のどちらにするか、また、全村一体で合併するのか、一部集落の分村を伴うのかといった意見を聴取した。その結果、6割以上が十文字町との合併を望んでいたが、集落別に見ると、志摩・羽場・植田・沼尻・越前では8割以上が十文字町との合併を希望し、一方で、二ツ橋・佐戸御倉前・甚平・木下・源太・沢田は6割以上が浅舞町との合併を希望していた。また、全体として分村は避けたいという意向で、この調査結果を踏まえ、隣接する睦合村の動向も見極めながら検討が進められた。しかし、一部集落では分村を求める声が根強く、全村一体での合併は困難な状況に陥った。
睦合村では、植田村とほぼ同様に周辺町村の動向を見極めながら町村合併研究会を組織し、検討を重ねていった。しかし、睦合村には特有の事情があり、それが分村問題の発生につながった。その背景には、雄物川を隔て雄勝郡新成村と隣接する4集落の存在、睦合と谷地新田にそれぞれ競合する農業協同組合があったこと、谷地新田に設置された分教場が後に独立して睦合北小学校となっていたこと、さらに依存先の町村が近距離に散在していたことが挙げられる。1955年1月には浅舞町との合併を決めたが、村議会においてまたその時機ではないとされ、否決された。その後、混乱を収集し、一部集落の分村を認めることを前提に、1955年4月1日に十文字町・植田村とともに新設合併で十文字町（3代目）が発足した。
十文字町と合併した旧三重村の最北端に位置する下開集落は、藩政期から不利・不便を強いられており、村の中心部からも遠く、浅舞町とのつながりが強かったことから、三重村と十文字町の合併を機に分村を求める陳情を村長および村議会に提出した。この陳情は満場一致で可決され、 1954年4月15日に、下開集落の分村が実現した。
十文字町と合併した旧睦合村では、複数の集落において分町問題が発生した。養蚕集落および下川原集落は、雄物川を挟んで村の中心部とは物理的に隔てられており、経済活動においては隣接する新成村や雄勝郡西馬音内町に依存する傾向が強かった。そのため、村としても十文字町との合併を機に両集落の境界変更の必要性を認識していた。しかし、養蚕・下川原両集落および福島集落の代表と議会代表が立ち会った現地協議の場において、分村対象区域に字中福島および字下福島を含めるよう強く主張し、これに町が難色を示し、結論は先送りされた。このような分村を巡る問題は県内各地で多発しており、県は関係市町村に対して「住民の希望による境界変更の処理」に関する通達を出した。これは、合併後に住民から分村の希望が出された場合は知事が調査し可否を決定すること、そしてその可否の制定には仮投票やアンケートなどにより町村が自主的に解決するよう求めるものであった。この通達に明示されたのは、睦合村の桑木・沼田・根木場・下村の各集落（編入先は旧沼館町）、同村の養蚕・下川原両集落（旧新成村へ）、および植田村の木下・源太左馬・沢田・石川原の4集落（浅舞町へ）である。このような県の斡旋により養蚕集落および下川原集落の分村問題は解決し、残る8集落については仮投票によって決められることとなり、植田村の甚平・御倉前、睦合村の桑木・沼田の合わせて4集落の分村が確実となった。これにより、1956年10月1日、養蚕・下川原両集落は雄勝郡羽後町に編入された。また、同年10月20日、甚平・御倉前集落が平鹿町に編入。1957年4月1日には、桑田・沼田集落が雄物川町に編入された。
増田町・十文字町の合併の動きが加速し始めたのは、1955年12月のことである。1956年には、県の合併計画案の改組案が発表され、醍醐村と東成瀬村を含む2町2村での合併構想が示されたが、同年1月15日に発足した四か村委員会では、2村から委員が選出されなかったため、増田町と十文字町の2町のみで協議が進められた。その後の議論において、将来的には2村も含めた合併を目指すことで合意され、まずは増田町と十文字町による合併を先行させる方針が示された。しかし、両町の合併において問題となったのは、合併後の町名と町役場の位置である。合併後の町名については、両町とも「新町名を用いること」で同意していたが、役場の位置について、増田町は「伊勢堂から増田高等学校の間」、十文字町は「十文字駅の上方都市計画線付近」として双方が譲らなかった。同年3月1日の委員会において、役場の位置については県の斡旋を受け入れることで両町が妥協し、3月8日には「増田十文字町村合併協定事項」に両町長が調印した。協定事項では、新町名を「平鹿町」とし、役場の所在地は当面のあいだ増田町増田字本町73番地に置くこと、そして将来的には両町の境界付近に新庁舎を建設することが定められた。しかし、増田町議会が3月14日に合併議案を可決した一方で、十文字町議会では同日に流会となり、翌日も再び流会となったことで、年度内の合併は不可能となった。背景には、合併に当初から反対していた睦合地区の住民による議事妨害があり、これにより増田町と十文字町の合併は実現しなかった。なお、これらの記述は『増田町史』に準拠したものであるが、『十文字町史』では、両町による合併協議会が発足したものの、十文字町はすでに第一次・第二次の合併を経験していたため関心が薄く、合併を望む声も聞かれず、協議は1956年3月11日に不発に終わったと記されている。

#### 雄物川町の成立と樽見内地区の分町
県審議会の計画案では、館合村・里見村・福地村・沼館町の1町3村による合併が示されており、中核となる沼館町はこの案に沿って周辺の村に合併協議を申し入れた。これら4町村は、以前から小中学校の合同運動会を開催していたほか、各町村の農業協同組合が共同で農産評論会を開くなど関係が深く、沼館高等学校の創立においても協力しあった経緯がある。このうち、館合村と里見村は沼館町のほかにそれぞれ浅舞町、大森町と近接しており、どちらへ合併するか村内の意見がまとまらなかった。館合村は、県審議会の斡旋や、阿気村・田根森村の合併による大雄村の発足を契機に、大森町と地続きにならなくなったため、村域を雄物川町（旧沼館町）と大雄村に分割編入することが決まり、1955年10月10日をもって館合村が雄物川町と大雄村に分割編入した。里見村は、地理的に樽見内地区が浅舞町に、東里・造山地区が沼館町にそれぞれ依存する傾向が強く、村内は当初から浅舞合併派と沼館合併派に分かれていた。数では沼館合併派がやや多かったことから、議会には里見村を廃止し沼館町などと合併する議案が提出された。しかし、採決では賛成7票・反対7票の同数となり、最終的には議長の裁決によって原案が可決された。福地村については、地勢的に沼館町との合併が自然であるとされ、協議は順調に進んだ。また、隣接する雄勝郡明治村の大沢地区（大字大沢）も群境を越えて合併に加わることとなった。こうして、1955年4月1日、沼館町・福地村・里見村・明治村の一部（大沢）の合併により、雄物川町が成立した。
雄物川町と合併した旧里見村の樽見内地区は、合併の際に浅舞町への合併を望んでおり、合併後すぐに分村運動が勃発した。これを受けて、県審議会は村の実情を調査した上で、1956年4月5日に仮投票を実施することを決定した。ところが、その前日である4月4日、雄物川町議会は突如として、樽見内地区の分町を認める決議を行った。これは、分町は避けることができないとの判断によるものだったが、決議された分町の区域をめぐり、雄物川町と平鹿町との間で投票の必要性に関する意見の対立が生じた。4日の夜から5日の朝にかけては県審議会長らが両村を訪問し、両者の事情を聴取した上で投票区域の決定にあたった。仮投票は、砂子田・中在家・東里柄内・樽見内柄内・相川野の5集落で行われ、分町賛成が法定数を超えた。県としても、仮投票の結果を尊重する立場から積極的な指導を行ったが、分町反対票が多かった地区では、県の介入がかえって反発を招き、問題は容易に解決しなかった。こうした事態を受け、県は同年8月14日、やむなく町村合併調整委員3名を任命し、9月10日に斡旋案を提示した。しかし、雄物川町は「東里柄内」を分町区域から除外するよう主張し、平鹿町は仮投票の結果に基づいて区域全域の分町を求めたため、協議は不調に終わった。次いで12月7日には、「住民多数の意思並びに町村の一体性等を考慮し、この地域を平鹿町に編入することが必要である」との理由から、砂子田・中在家・東里柄内・樽見内柄内・相川野を平鹿町に編入するという調停案が示されるも、雄物川町がこれを拒否し、県による調停も1957年3月12日に打ち切られた。これを受け、問題の解決には住民投票しかないと判断され、県選挙管理委員会は、1957年4月4日、雄物川町選挙管理委員会に対して関係地域の住民投票が請求され、同年5月4日に執行された。投票の結果は、賛成658票、反対144票となり、平鹿町への分村が正式に決定した。

#### 大雄村・大森町の成立
当地区における合併問題の発端は、1954年2月24日、阿気村・田根森村・館合村の合併懇談会を協和中学校で開催したことに始まる。また、同年9月には県審議会の計画案である八沢木村・大森町・川西村の1町2村の合併に関する研究会が発足した。その後、角間川町・黒川村・境町村・田根森村・阿気村・館合村の1町5村による合併案が浮上し、協議が進められていた。一方で、共有山林を基盤とする大森町・八沢木村・館合村・阿気村・田根森村の1町4村による合併案も提案され、当初の1町5村案は一時保留となり、1町4村の案の実現に向けて協議が行われた。しかし、館合村が沼館町との合併を決定し、1954年12月28日に協議から離脱。さらに、八沢木村は県審議会が提示した大森町・八沢木村・川西村による合併案に従う方針を示した。結果として、最終的には大森町・田根森村・阿気村の3町村で合併協議が進められることとなった。しかし、1955年2月12日の協議会において協定事項の決定が不調に終わり、同年2月13日に大森町議会から3町村合併拒否の通告があった。そこで、田根森村・阿気村は黒川村に合併協議を申し入れるも、時期尚早として不発に終わった。こうして、残る田根森村・阿気村での合併が決まり、1955年4月1日に阿気村と田根森村が新設合併をし、大雄村が成立した。一方、館合村は雄物川町と大雄村にそれぞれ編入することを1955年9月25日に決議、同日に大雄村もこれを決議し、同年10月10日に館合村の宮田地区が大雄村に編入された。川西村は、合併先を大曲市とするか大森町とするかで意見が分かれていた。そのため、大森町と八沢木村が先行して合併し、川西村から合併の申し入れがあった場合はこれを受け入れる方針を固めた。そして、1955年4月1日に大森町と八沢木村が合併し、大森町（2代目）が発足した。川西村では、県からの斡旋もあり、1955年8月19日に大森町・川西村合併推進協議会を組織。しかし、坂井田地区では大曲市への合併を求める声もあり、仮投票を行ったところ、大曲派が509票、大森派が307票と、法定基準である3分の2以上に達することはなかった。これにより、協議会は大森町との合併が適当であるとし、1956年1月15日に大森町と川西村が合併し、改めて大森町（3代目）が発足した。
大森町の発足後、雄物川町と大雄村に編入した旧館合村と、大森町に隣接する由利郡大内村の一部編入問題が発生した。旧館合村の下関、新城、小出、観音集落は「過去における経済的並びに、人的連鎖の密接不可分なこと」から、大森町は分町を協議したが、不調に終わった。一方、大内村の上坂部地区の編入については大内村と大森町の境界変更を行うことして話がまとまり、1958年4月1日に境界変更が行われた。

## 昭和中期から平成初期まで
現在の横手市域内では、いわゆる昭和の大合併と呼ばれる市町村合併が一段落した後も、横手市と山内村、平鹿町と大雄村・雄物川町・十文字町、雄物川町と十文字町などの市町村間で区域の一部編入が頻繁に行われており、さらに、横手市と仙南村、大雄村と大曲市、増田町と稲川町、大雄村と羽後町、大森町と大内町などといった他の郡との間でも区域の編入が行われた。

## 平成期の合併
昭和の大合併以降、高度経済成長により都市への人口集中が進み、農村の過疎化や高齢化が深刻化した。平成に入ると、バブル崩壊後の財政悪化や社会の変化に対応するため、地方分権の推進や三位一体の改革が進められた。基礎自治体である市町村は、少子高齢化、広域的な行政需要、サービスの高度化に対応するため、行財政基盤の強化が求められた。こうした背景から、市町村合併による新たなまちづくりが必要とされ、平成の大合併が推進された。
秋田県では、1999年（平成11年）度に県民意識調査を行い、翌年3月に「21世紀のまちづくり研究報告書」を発表した。そのなかで、横手平鹿圏域の1市5町2村（横手市、増田町、平鹿町、雄物川町、大森町、十文字町、山内村、大雄村）と雄勝郡の東成瀬村を加えた1市5町3村は「広域圏発展型」の合併モデルとして挙げられた。横手平鹿圏域の1市5町2村では、1970年（昭和45年）に「横手平鹿広域市町村圏組合」を組織しており、広域的な連携の下、消防組織やし尿処理施設、体育施設の設置、電算事務などを一体で行ってきた。生活圏についても、平鹿郡内の町村は横手市へ依存する傾向が高く、東成瀬村においても通学や買い物、通院で、十文字町や増田町への依存度が高くなっており、横手平鹿圏域において一体的な生活圏を形成していた。県民意識調査の結果によると、圏内で合併不要派が必要派を上回っているのは大雄村のみであり、横手市と平鹿郡内町村での広域合併を望む住民が、横手市で60%、郡全体で58%となっている。東成瀬村は、増田町と十文字町に対する親近感はいずれも70％となっており、湯沢市と雄勝郡内町村での広域合併を望む住民が、郡内で56%となっている一方、東成瀬村は8%に留まっている。
横手市では、2002年（平成14年）11月7日から11月12日にかけて平鹿郡の7町村に対して「横手平鹿市町村合併任意協議会」の設立を呼びかけた。これを受け、平鹿町・雄物川町・大森町・山内村・大雄村が参加を表明し、6市町村で構成される「横手平鹿合併協議会（任意）設立準備会」が同年11月19日に発足した。任意協議会において、合併形式は新設合併とし、 2005年（平成17年）3月19日を合併期日として協議を進めていたが、2003年（平成15年）8月11日に山内村が合併協議会からの脱退を表明したため、5市町村で合併協議が進められることになった。同年9月25日には5市町村で構成される「横手平鹿合併協議会（法定協議会）」が組織され、合併協定項目についての協議が開始された。協議会を脱退した山内村では、 6市町村による法定合併協議会設置を求める住民請求が成立し、12月24日の山内村議会においてこれを可決した。また、同年12月26日には横手市・雄物川町・大森町・大雄村議会で、翌年1月9日には平鹿町議会において、6市町村による合併協議会設置を可決した。これに伴い、改めて6市町村で構成される「横手平鹿合併協議会」を組織、当初2町での合併を目指していた十文字町・増田町がそれぞれ同年5月11日、同年6月8日に協議会へと加入した。以降、8市町村での協議が進められ、同年10月26日までに計18回の協議会を開き、すべての合併協定項目の確認に至った。
2004年（平成16年）11月4日には、8市町村長が合併協定書に調印した。8市町村議会は、同年11月8日から10日までに議会を開いて関連議案を審議したところ、 2町で否決、1町で継続審議となった。この後、増田町が協議会から離脱し、2005年（平成17年）1月11日に7市町村で構成される「横手平鹿合併協議会」が改めて組織され、合併協定項目が協議された。当初より、合併の期日は2005年3月19日としてきたが、増田町の脱退により延期せざるを得ず、2005年10月1日とすることにした。7市町村での協議が進む中、増田町では町と議会が脱退した経緯について住民説明会を実施していたが、住民の意思を確認する必要があるとして町民意識調査を実施した。その結果、住民の約77%が横手市と平鹿郡全町村と合併することを選択し、同年1月31日に増田町は再度合併協議会への参加を申し入れた。これにより、同年2月16日に8市町村で構成される「横手平鹿合併協議会」が改めて組織され、同年3月4日の協議会にてすべて合併協定項目の確認に至った。
市の名称は、公募した中から中間報告として2004年3月の協議会で「秋穂（あきほ）市」「いでは市」「かまくら市」「こまち市」「秋南（しゅうなん）市」「千秋市」「平鹿市」「美野里市」「横手市」「横手平鹿市」の10候補を、続く同年4月8日の最終選考にて「秋南市」「平鹿市」「横手市」の3候補を選定した。8市町村での枠組みが確定した後に投票を行い、「秋南市」が7票、「平鹿市」が7票、「横手市」が27票で、「横手市」に決定した。なお、「横手市」に決定した理由として、県内外からの認知度の高さや、公共施設や交通網、商業施設の集積度などが挙げられる。
2005年3月14日には、8市町村長が合併協定書に調印し、18日までに8市町村議会が関連議案を可決した。25日に秋田県知事に対し廃置分合申請が提出され、4月27日に秋田県議会で廃置分合議案が可決、県は5月6日付で廃置分合を決定し、総務省へ届け出を行った。そして5月26日に官報で市町の廃置分合が告示され、10月1日に横手市、増田町、平鹿町、雄物川町、大森町、十文字町、山内村、大雄村が合併し、横手市（2代目）が成立した。県内では唯一、全国でも数少ない郡市一体の合併となった。これにより、一部事務組合の横手平鹿広域市町村圏組合は解消され、消防やごみ処理、電算事務などが市直轄となった。